# 静岡県立三島南高等学校

校章

静岡県立三島南高等学校（しずおかけんりつ みしまみなみこうとうがっこう、英: Shizuoka Prefectural Mishima Minami High School）は、静岡県三島市大場にある県立高等学校。三島市内での通称は“南高”（みなみこう、なんこう）。“三南”（さんなん）と呼ばれることもある。
「開かれた学校」をコンセプトとして掲げている。例えば、校地にフェンスを設けず、校舎も土足のまま入ることができる一足制を導入し、スロープや手すり、自動ドア、エレベーター等を完備している。県下で初めて演技実習室が導入された学校としても有名である。制服は森英恵による紺を基調としたブレザーである。
元々、三島市南二日町にあったが、2001年4月に単位制普通高校として三島市大場に校舎が移転された。商業学校として発足した経緯があり、2003年まで商業科が存在していた。

## 設置学科
- 普通科

## 目指す学校像
単位制普通科高等学校として校訓「自覚」のもと、文武芸の鼎立（ていりつ）を目標として地域の期待に応えるものとしている。
育てたい生徒像として、以下の3つを掲げている。
- 確かな知性と豊かな感性を培い、生涯にわたって学習意欲のある生徒を育成する。
- 「生きる力」を身につけ、国際社会や地域社会に貢献する志を持った生徒を育成する。
- 基本的な生活習慣を確立し、節度と規律を重んじる品性のある生徒を育成する。

## 沿革
- 1919年 - 三島町立三島商業学校として開校
- 1944年 - 戦時非常措置により三島工業学校に転換
- 1946年 - 三島商業学校に復帰
- 1948年 - 県立移管、学制改革により静岡県立三島第二高等学校となる
- 1949年 - 現校名となる
- 2001年 - 三島市大場に移転、単位制普通科高等学校へ移行
- 2021年 - 第93回選抜高等学校野球大会において21世紀枠に選出され甲子園初出場[2]（対 鳥取城北 2-6 初戦敗退）

## 学園祭
毎年5月下旬から6月上旬に開催され、函嶺祭（かんれいさい）と呼ばれる。校内発表、一般公開、体育祭と連続3日間でそれぞれ行事が開催される。

## 著名な出身者
- 研ナオコ（歌手・俳優・タレント、中退）
- 斉藤恒芳（作曲家）
- 村上豊（画家）
- 市川ラク（漫画家）
- 前田銀治（プロ野球選手）
- 武田雅子（元タレント・女優）
- 渡辺修（プロゴルファー）
- 岩崎誠司（音楽プロデューサー）